# Reggenza di Kutai Kartanegara
La reggenza di Kutai Kartanegara (in indonesiano: Kabupaten Kutai Kartanegara) è una reggenza dell'Indonesia, situata nella provincia di Kalimantan Orientale.